# Against the Gravity
Against the Gravity (slovensko Proti težnosti) je četrti studijski album slovenske punk skupine Elvis Jackson, ki so jo izdali v samozaložbi EJ Records 13. marca 2009. Vlogo producenta na albumu ima Billy Gould, basist sanfranciške rock skupine Faith No More.

## Seznam pesmi
Vse pesmi je napisala skupina Elvis Jackson. Vsa besedila je napisal David Kovšca.
1. »Against the Gravity« – 2:49
2. »Wake Me Up!« – 2:48
3. »Sweet Perfection« – 1:51
4. »Dry Your Tears« – 4:15
5. »Breaking the Silence« – 3:12
6. »Not Here to Pray« – 3:15
7. »This Time« – 4:02
8. »Street 45« – 3:47
9. »Salvation« – 2:50
10. »A Glass of Tequila« – 0:54
11. »The Burned Out Flame« – 2:10
12. »Boyz and Girlz« – 4:01
13. »What Took You So Long« – 7:19
  - Vsebuje tudi skrito bonus pesem »The Bird and the Wizard«, ki se začne ob 5:54 in traja 1:25.

## Zasedba

### Elvis Jackson
- David Kovšca – Buda — vokal
- Boštjan Beltram – Berto — kitara
- Erik Makuc – Slavc — bas kitara
- Marko Soršak – Soki — bobni

### Ostali
- Antonio Zamora Caceras – Bongo — perkusija
- Vern Brummond — pomožni vokal
- Samo Dervišič — violončelo (7)
- John Cuniberti — mastering
- Rich Veltrop — miksanje
- Billy Gould (kot Bill Gould) —  produkcija